# Barry Hines
Melvin Barry Hines (30 de juny 1939 - 18 de març 2016) va ser un autor, dramaturg i guionista anglès. Les seves novel·les i guions exploren les lluites polítiques i econòmiques de la classe treballadora del nord d'Anglaterra, particularment a la zona de South Yorkshire on ell vivia.
És conegut sobretot per la novel·la A Kestrel for a Knave (1968). El llibre va ser adaptat per a la pel·lícula Kes (1969) dirigida per Ken Loach i després Hines va col·laborar amb Loach en altres adaptacions de les seves novel·les, com Looks and Smiles i The Gamekeeper, i en el drama televisiu The Price of Coal (1977).
Hines també va escriure el guió de la pel·lícula Threads, que retrata l'impacte d'una guerra nuclear a la zona de Sheffield.

#### Infància i joventut
Hines va néixer a Hoyland Common a prop de Barnsley, South Yorkshire. Va assistir a l'institut secundària d'Ecclesfield després de superar l'examen d'entrada als onze anys el 1950. En acabar els estudis obligatoris, va començar a treballar amb el National Coal Board com a aprenent de topògraf de mines de carbó a la mina de Rockingham. Quan un veí li va dir que tenia més potencial de seguir estudiant, Hines va decidir tornar a l'institut per a fer quatre A-levels i, després, a l'universitat de Loughborough College va cursar els estudis per a fer de docent.
Va treballar com a professor d'Educació Física durant diversos anys. Primer, dos anys en un institut de Londres i posteriorment a l'institut Longcar Central School a Barnsley, on escrivia novel·les a la biblioteca del centre en el seu temps lliure. Més tard va deixar la docència i es va convertir en escriptor a temps complet. Hines era un apassionat futbolista amateur que va jugar per les reserves de Barnsley i va ser convidat a una prova a Manchester United. Posteriorment va jugar per Loughborough College, Crawley Town i Stocksbridge Works. També va representar l'equip de joves escolars d'Anglaterra, el English School's Football Association.

##### Primes treballs i el llibre A Kestrel for a Knave (1965–1970)
El primer treball publicat de Hines va ser l'obra de teatre Billy's Last Stand, escrita mentre treballava com a professor d'educació física juntament amb la seva novel·la debut, The Blinder. L'obra representa un diàleg entre un miner de carbó empobrit i el seu soci manipulador, i es va estrenar a la radio de la BBC el 1963. Gràcies a l'emissió de Billy's Last Stand Hines va trobar un editor per a publicar la novel·la The Blinder al 1966 sobre un jove futbolista dividit entre la seva carrera esportiva i les seves aspiracions acadèmiques. La novel·la es va basar en part en les pròpies experiències de Hines.
The Blinder va cridar l'atenció del productor de cinema i televisió Tony Garnett, qui li va proposar a Hines escriure una obra de teatre per a la BBC, però Hines li va contestar dient 'tinc un llibre al cap i el necessito escriure'. Hines va rebre una beca de la BBC per agafar un any sabàtic de la seva feina de professor i va anar a l'illa d'Elba per a escriure la nova novel·la. Garnett i Ken Loach, que havien treballat junts, van llegir un manuscrit de la novel·la inèdita i van comprar els drets per a la seva nova companyia de producció Kestrel Films al juliol de 1967.
'A Kestrel for a Knave' es va publicar el 1968. La novel·la explica la història de Billy Casper, un noi problemàtic i desatès que viu en un poble miner i que troba consol cuidant un xoriguer que anomena 'Kes'. Hines es va inspirar en les experiències del seu germà Richard, que va domesticar un falcó amb el mateix nom durant la seva joventut. Va co-escriure el guió per a la versió cinematogràfica Kes (1969) amb Loach i Garnett. Disney va oferir de comprar els drets amb la condició que canviessen el final trist, en què el germà de Billy mata l'ocell, però Hines es va negar a fer el canvi. La pel·lícula es va filmar en diversos llocs al voltant de Barnsley i Hoyland Common on Hines havia nascut i viscut. Estrenada al novembre de 1969, es va convertir en un èxit crític i comercial i es considera una de les millors pel·lícules britàniques mai fetes.

###### Més col·laboracions amb Loach (1971–1981)
Hines va continuar escrivint novel·les, obres de teatre i guions de televisió al llarg de la dècada dels 1970s. Gran part de la seva producció estava centrada en problemes socials, la classe treballadora i la indústria. Va adaptar l'obra Billy's Last Stand per al teatre el 1971, amb el personatge titular interpretat per Ian McKellen, i va publicar First Signs al 1972, una novel·la sobre un jove expatriat a Itàlia que tornava al seu poble natal del nord d'Anglaterra. Va contribuir amb quatre guions per al programa de teatre 'Play for Today' de la BBC; la primera obra va ser Billy's Last Stand el 1971.
El 1975, Hines va escriure The Gamekeeper, una novel·la sobre un antic treballador de l'acer que es converteix en guardabosc d'una gran finca de caça que pertany a un noble. Loach la va adaptar per al cinema el 1980. El 1976 Hines va escriure un guió per a la sèrie Centre Play de la BBC titulat Two Men From Derby. Altres col·laboracions amb Loach durant aquest període van incloure el drama televisiu en dos parts de 1977, The Price of Coal, novament per a Play for Today. La primera part, 'Coneixent la gent', segueix una visita reial a una mina de carbó, mentre que la segona part, 'Tornant a la realitat', narra un accident que reclama la vida de diversos treballadors de la mina.
La quarta i última col·laboració amb Loach va ser Looks and Smiles, publicat com a novel·la el 1980 i adaptat com a pel·lícula el 1981. Seguint la vida quotidiana d'un jove aturat de 17 anys a Sheffield, va començar com un guió sobre les relacions adolescents, abans que la qüestió de l'atur esdevingués central en la narrativa. Va competir al Festival de Cinema de Cannes, guanyant el Premi de Cinema Jove. En aquests projectes, la participació de Hines en el procés de creació cinematogràfica va excedir les expectatives típiques d'un guionista; va participar en les decisions de càsting al costat de Loach, va assistir a les gravacions i va participar en el procés de muntatge.

###### Threads i carrera posterior (1984–2009)
En 1984, Hines va escriure el guió de la pel·lícula Threads, un drama televisiu especulatiu que examina els efectes de una guerra nuclear a Sheffield. La BBC havia encarregat el drama i havia contractat Mick Jackson per dirigir-lo després que produís el documental Q.E.D. A Guide to Armageddon l'any 1982. Jackson va contractar Hines per escriure el guió perquè volia un to de realisme social. Hines va centrar la narració en una jove parella a Sheffield que s'enfronta a un embaràs inesperat mentre la amenaça d'un conflicte nuclear s'escalfa. Es va escollir Sheffield  a causa de la seva proximitat a les bases de la RAF i la seva centralitat geogràfica, però també per a continuar la tradició de Hines d'ambientar la seva obra dins i al voltant de South Yorkshire.
La pel·lícula es va estrenar al canal BBC2 el 23 setembre 1984 i va generar una reacció enorme de por entre el públic, conegut com "la nit que ningú va poder dormir". Va ser un èxit de la crítica, guanyant un premi BAFTA a la Millor Drama Televisiu. Hines va rebre una carta personal d'elogi del líder laborista Neil Kinnock, i Jackson va dir que la pel·lícula va ser vista pel president Ronald Reagan quan es va emetre a la televisió americana l'any següent.
Després de Threads, Hines va publicar menys. A principis de la dècada dels 1990s, va escriure dues obres de televisió sobre futbol; Shooting Stars, sobre tres amics que demanen rescat a un davanter estrella local, es va emetre a Channel 4 el 1990, i Born Kicking, sobre la primera futbolista femenina professional, es va emetre a la BBC1 el 1992. La seva penúltima novel·la, The Heart of It, es va publicar el 1994 i va tornar al tema de la mineria del carbó, representant un guionista de Hollywood que tornava a casa per visitar el seu pare, un antic miner comunista i veterà de la vaga de miners de 1984-85. El 2003, Loach va estar en contacte amb Hines per adaptar la novel·la al cinema, però Hines es va negar perquè sentia que "les idees s'havien quedat obsoletes".
La seva darrera novel·la va ser Elvis Over England, publicada el 2000; segueix un viatge en carretera realitzat per un fanàtic d'Elvis sense feina que emprèn un viatge a Prestwick, Escòcia, l'únic lloc on Elvis Presley va posar els peus al Regne Unit. El 2009, després que el diagnòstic d'Alzheimer de Hines li impedís continuar escrivint, Pomona Books va publicar This Artistic Life, una antologia de relats curts inèdits majoritàriament escrits al voltant del temps de A Kestrel for a Knave al final dels anys 1960s.

###### Estil i temes
Segons Dave Gibson, l'obra de Hines està "caracteritzada pel seu sentit del diàleg, i pel seu ús del dialecte de Barnsley i per la seva identificació amb les lluites de la classe treballadora". La seva escriptura ha estat descrita com a realista social. Imogen Carter assenyala que A Kestrel for a Knave presenta "imatges naturals llampants, que recorden la col·lecció de poesia de Seamus Heaney de 1966, Death of a Naturalist." L'obra de Hines aborda freqüentment qüestions socials britàniques contemporànies, com l'educació a A Kestrel for a Knave, l'atur a Looks and Smiles, i les condicions laborals i l'acció industrial a la indústria minera a The Price of Coal i The Heart of It llibres i obres que van donar veu a la classe treballadora.

###### Reconeixement
L'obra de Hines ha rebut un reconeixement significatiu. Kes va guanyar diversos premis, incloent un Premi del Writers' Guild del Gran Bretanya al Millor Guió Britànic i una nominació als BAFTA al Millor Guió. Threads (1984) va guanyar un premi especial al Festival de Televisió de Montecarlo de 1985, el Premi de la Broadcasting Press Guild el 1985 al Millor Drama Individual, i va ser nominada a set premis diferents en els BAFTA de 1985, guanyant el premi al Millor Drama Individual. Hines sempre deia que no li importaven els premis; la seva principal preocupació era l'aprovació dels lectors de classe treballadora i la confirmació que havien estat representats amb precisió. Alguns dels seus lectors van afirmar que A Kestrel for a Knave era el únic llibre que havien llegit mai. El poeta Ian McMillan ha dit que 'aquí als antics camps de carbó de South Yorkshire, A Kestrel for a Knave és el nostre Moby Dick, el nostre Things Fall Apart, el nostre Great Gatsby.'
Hines va ser guardonat amb un títol honorari a la Universitat de Loughborough al juliol de 2009 i un Doctorat Honorari (Doctor de Lletres) a la Universitat de Sheffield el 14 de gener de 2010. El 2008, el seu arxiu personal va ser donat a la universitat, on ara forma part de les Col·leccions Especials de la Biblioteca. En morir, va rebre homenatges de figures literàries i polítiques. Tony Parsons el va descriure com 'inspirador' i el diputat laborista de Barnsley Central, Dan Jarvis, el va descriure com 'un escriptor brillant'. Ken Loach va escriure que Hines 'estimava el llenguatge i el seu sentit del dialecte i la seva comèdia eren perfectament ajustats.'

###### Vida personal
Hines es va casar dues vegades i té dos fills del seu primer matrimoni. Després de passar gran part de la seva vida més tardana a Sheffield, va viure a una residència per a gent gran al seu poble natal de Hoyland Common després d'un diagnòstic de malaltia d'Alzheimer. Va morir el 18 de març de 2016 als 76 anys.

###### Novel·les
• The Blinder (1966)
• A Kestrel for a Knave (1968) (més tard filmat com Kes, Hines va co-escriure el guió)
• First Signs (1972)
• The Gamekeeper (1975) (més tard fet en pel·lícula, Hines va co-escriure el guió)
• Looks and Smiles (1981) (més tard fet en pel·lícula amb guió de Hines )
• Unfinished Business (1983)
• The Heart of It (1994)
• Elvis over England (2000)
• Springwood Stars (2024) (completat el 2002)

###### Col·leccions de contes curts
• This Artistic Life (2009)

###### Ràdio, cinema i televisió
• Billy's Last Stand (1970)
• Speech Day (1972)
• Two Men From Derby (1976)
• The Price of Coal (1977)
• Threads (1984)
• Shooting Stars (1990)
• Born Kicking (1992)